# Berra
Berra là một đô thị ở tỉnh Ferrara, vùng Emilia-Romagna của Italia, nằm ở vị trí cách khoảng 70 km về phía đông bắc của Bologna và khoảng 30 km về phía đông bắc của Ferrara. Tại thời điểm ngày 31 tháng 12 năm 2004, đô thị này có dân số là 5.696 người và diện tích là 68.6 km².
Đô thị Berra có các frazioni (các đơn vị cấp dưới, chủ yếu là các làng) Cologna and Serravalle.
Berra giáp các đô thị: Ariano nel Polesine, Codigoro, Copparo, Crespino, Jolanda di Savoia, Mesola, Papozze, Ro, Villanova Marchesana.